# Newboro Lake
Newboro Lake – płytkie jezioro na Tarczy Kanadyjskiej w prowincji Ontario w Kanadzie. Administracyjnie znajduje się w hrabstwie Leeds and Greenville i w gminie Rideau Lakes. Powierzchnia jeziora wynosi 1846 ha, średnia głębokość 3,2 m przy maksymalnej głębokości 23,8 m. Objętość: 57 mln m³.
Z Newboro wypływa rzeka Cataraqui, tworząca część kanału Rideau i uchodząca do Rzeki Świętego Wawrzyńca w Kingston. Przy okazji budowy kanału spiętrzono wody jeziora poprzez budowę śluz w Chaffey's Locks. W efekcie obecnie lustro wody znajduje się o 1,8 m wyżej niż naturalnie.
Na północno-zachodnim brzegu jeziora położona jest wieś Newboro.